# إيمويلة
الإيمويلة (الاسم العلمي:†Emuella) هي جنس منقرض من ثلاثيات الفصوص يتبع فصيلة الإيمويلات من رتبة الردليشيات.